# 角皆優人
角皆 優人（つのかい まさひと、1955年1月26日 - ）は、日本のフリースタイルスキー選手（モーグル・エアリアル・アクロ等）・水泳選手、スキー指導者、作家。

## 来歴
群馬県高崎市出身。群馬県立高崎高等学校卒業、青山学院大学中退。
高校までは水泳選手として活動し、1972年200メートル個人メドレー群馬県優勝他。高校の同級生に指揮者 三澤洋史、政治家 下村博文がいる。
青山学院大学在学時代フリースタイルスキーに取り組み、学内にフリースタイルスキーチームを創設、初代部長を務める。
1978年～1986年、全日本フリースタイルスキー選手権大会総合優勝7回、種目別優勝35回（全日本フリースタイルスキー協会主催・全日本スキー連盟主催大会）。国際大会優勝・入賞多数。
引退後、全日本スキー連盟フリースタイルスキー部ヘッドコーチを経て、株式会社クロスプロジェクトグループ相談役・エフ-スタイルスクール代表。
1998年度、ノンフィクション「流れ星たちの長野オリンピック」で第17回潮賞受賞。
2000年現役復帰。2001年アクロ全日本選手権第2位。
2005年、50才より水泳競技でも現役復帰。ジャパンマスターズ50メートル自由形・バタフライ優勝多数。
作家としての代表作はフィクション「星と、輝いて」、ノンフィクション「ゴールドメダルへの道」。

## 人物
スポーツのみならず、文学・クラシック音楽に通じ、ヘルマン・ヘッセやベートーヴェン、マーラー、宮沢賢治などから強い影響を受けている。

## 成績

### スキー
- 1979年全日本フリースタイルスキー選手権大会 アマチュア部門総合優勝
- 1980年全日本フリースタイルスキー選手権大会 プロ部門総合優勝
- 1981年全日本フリースタイルスキー選手権大会総合優勝
- 1983年全日本フリースタイルスキー選手権大会総合優勝
- 1984年全日本フリースタイルスキー選手権大会総合優勝
- 1985年全日本フリースタイルスキー選手権大会総合優勝
- 1986年全日本フリースタイルスキー選手権大会総合優勝
- 1986年第1回世界選手権大会総合10位
- 2000年全日本フリースタイルスキー選手権大会アクロ種目3位
- 2001年全日本フリースタイルスキー選手権大会アクロ種目2位

### 水泳
- 2007年ジャパンマスターズ 50メートル自由形優勝
- 2009年ジャパンマスターズ 50メートル自由形優勝
- 2010年ジャパンマスターズ 50メートルバタフライ優勝
- 2011年ジャパンマスターズ 50メートルバタフライ優勝
- 2011年台湾新記録樹立 50メートル自由形＆50メートルバタフライ
- 2016年ジャパンマスターズ 50メートルバタフライ優勝
- 2023年ジャパンマスターズ 50メートルバタフライ優勝
- 第11回日本マスターズスプリント選手権 25メートル自由形優勝
- 第11回日本マスターズスプリント選手権 50メートルバタフライ優勝

## 著書
- スキー
  - パラダイススキー倶楽部 - もっともっと楽しいスキーをフリースタイラーのみなさんがお教えします(スキージャーナル)1990年12月 ISBN 4789911020 工藤哲史、吉田光江と共著
  - ザ・モーグル・スキー(千早書房)1990年12月 ISBN 4924784613
  - 角皆優人のコブ道免許皆伝(学習研究社)1991年11月
  - モーグル・テクニック・バイブル(山海堂)1997年11月 ISBN 4381102657
  - 流れ星たちの長野オリンピック(潮出版社)1998年10月1日 ISBN 4267015058
  - モーグルイノベーション(メディアハウス)1999年12月 ISBN 4944194048
  - SKIの科学 コブ・新雪・ポール攻略編(洋泉社)2016年11月21日 ISBN 4800310563
  - スキートレーニングの科学(洋泉社)2018年10月19日 ISBN 4800315506
  - スキーコブ攻略バイブル（メイツ出版）2024年10月25日 ISBN 4780429544
- 水泳
  - 速く泳げるようになるクロール50のコツ(日東書院本社)2009年6月26日 ISBN 4528011425
  - 大人の水泳(メイツ出版)2017年3月20日 ISBN 4780418534

- 電子書籍 (Amazon Kindle)
  - 星と、輝いて ISBN B00CQU5JMQ
  - エフ-スタイルスピリット ASIN B00O6OIS32
  - 腰痛なんて怖くない ASIN  B07HHTP1BL
  - イーハトーブを彷徨して（酒井倫子・小林史との共著） ASIN B07K67G7CH
  - 変わった道を歩みたいあなたに（三澤洋史・山下康一との共著） ASIN B076BSD1VW [3]
  - スキー Zoom Zoom ASIN B08GJNBQZX
  - ポストコロナのベートーヴェン ASIN B098RG8MWS

## 主な教え子
- 中野銀二郎
- 待井寛
- 藤井博子
- 武用健
- 里谷多英
- 附田麻美
- 岩渕隆二
- 原大虎
- 附田雄剛
- 水谷夏女
- 近藤信
- 小保内祐一
- 松田颯
- 杉本幸祐
- 富高日向子
- 堀島行真 他